# Алєксєєв Сергій Петрович
Сергій Петрович Алексєєв (1 квітня 1922 року, Плисків, Погребищенський район — 16 травня 2008 року, Москва) — російський радянський письменник. Лауреат Державної премії СРСР (1984).

## Життєпис
Народився 1 квітня 1922 року у селі Плисків Київської губернії (нині Погребищенський район Вінницької області) в родині сільського лікаря. З десяти років у Москві. Після школи в 1940 році вступив до авіаційного училища в місті Постави (Західна Білорусія). Війна застала його в польовому таборі поруч з кордоном, але курсанта Алєксєєва відрядили до Оренбурзького льотного училища.
Без відриву від навчання у військовому училищі вступив на вечірнє відділення історичного факультету Оренбурзького педагогічного інституту, за рік і п'ять місяців пройшов повний курс і в 1944 році отримав диплом. Після закінчення училища його залишили в ньому інструктором. До кінця війни займався підготовкою курсантів. Член ВКП(б) з 1945 року. Демобілізований наприкінці 1945 року через травми, отримані під час навчального польоту. Редактор видавництва «Дитяча література», з 1950 року відповідальний секретар, пізніше голова Комісії з дитячої літератури Спілки письменників СРСР. У 1958 році прийнято в члени Спілки письменників. Автор статей з питань розвитку літератури для дітей. У 1965—1996 роки — головний редактор журналу «Дитяча література».
Перша книга Сергія Алєксєєва надрукована у 1955 році — «Історія СРСР. Навчальна книга для 4-го класу» (у співавторстві з Володимиром Карцовим). Автор книги для дітей «Сто оповідань про війну». За сорок років написав понад тридцять книг, присвячених історії Росії (від середини XVI до середини XX ст.) — видавалися на п'ятдесяти мовах.
Помер 16 травня 2008 року у Москві. Похований на Передєлкінському кладовищі.

## Нагороди та премії
- Державна премія СРСР (1984) — за книгу «Богатирські прізвища» (1978)
- Державна премія РРФСР імені Н. К. Крупської (1970) — за книгу «Сто оповідань з російської історії» (1966)
- Премія Ленінського комсомолу (1979) — за книги для дітей «Йде війна народна», «Богатирські прізвища», «Жовтень крокує по країні»
- Міжнародний диплом Г. К. Андерсена
- Почесний диплом Міжнародної Ради з дитячої книги (IBBY) за книгу «Сто оповідань з російської історії» (1978)
- Заслужений працівник культури РРФСР[4]